# Cases-de-Pène
Cases-de-Pène – miejscowość i gmina we Francji, w regionie Oksytania, w departamencie Pireneje Wschodnie. Przez miejscowość przepływa rzeka Agly. 
Według danych na rok 1990 gminę zamieszkiwało 406 osób, a gęstość zaludnienia wynosiła 30 osób/km² (wśród 1545 gmin Langwedocji-Roussillon Cases-de-Pène plasuje się na 561. miejscu pod względem liczby ludności, natomiast pod względem powierzchni na miejscu 585.). 

## Zabytki
Zabytki na terenie gminy posiadające status monument historique:
- ermitaż Notre-Dame-de-Pène (Ermitage Notre-Dame-de-Pène)